# Cathédrale Saint-Sauveur de Fulda
Pour les articles homonymes, voir Cathédrale Saint-Sauveur.
La cathédrale Saint-Sauveur de Fulda est la cathédrale du diocèse de Fulda, située dans la ville de Fulda, dans le Land de Hesse en Allemagne. Elle est dédiée à Jésus-Christ.

## Historique
En 1704, l'architecte Johann Dientzenhofer reconstruit la cathédrale sur les bases de l'ancien sanctuaire, dans un style baroque inspiré des réalisations italiennes.
L'église est élevée autour du tombeau de saint Boniface, placé dans une crypte sous le maître-autel. À la base du monument funéraire en forme d'autel, le bas-relief d'albâtre du XVIIIe siècle représente le saint quittant sa sépulture au moment du Jugement dernier. Les reliquaires sont conservés dans le musée de la cathédrale où est également exposée une importante collection de vêtements liturgiques baroques.
Le corps de la landgravine Anne de Hesse-Cassel (1836-1918), tante du Kaiser Guillaume II, convertie au catholicisme en 1901, y repose devant l'autel dédié à sainte Anne.

Cathédrale Saint-Sauveur de Fulda
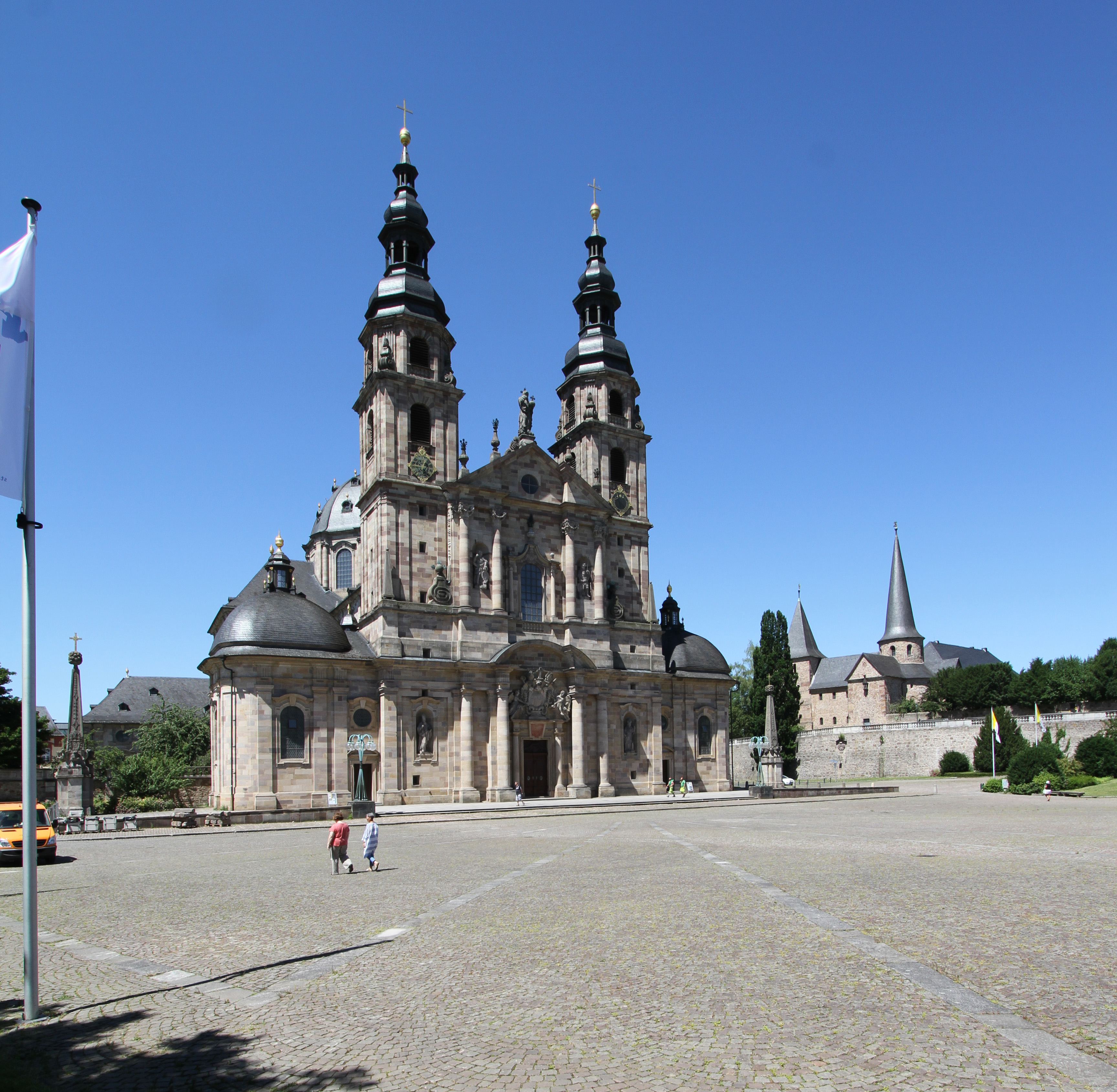
Cathédrale et Saint-Michel
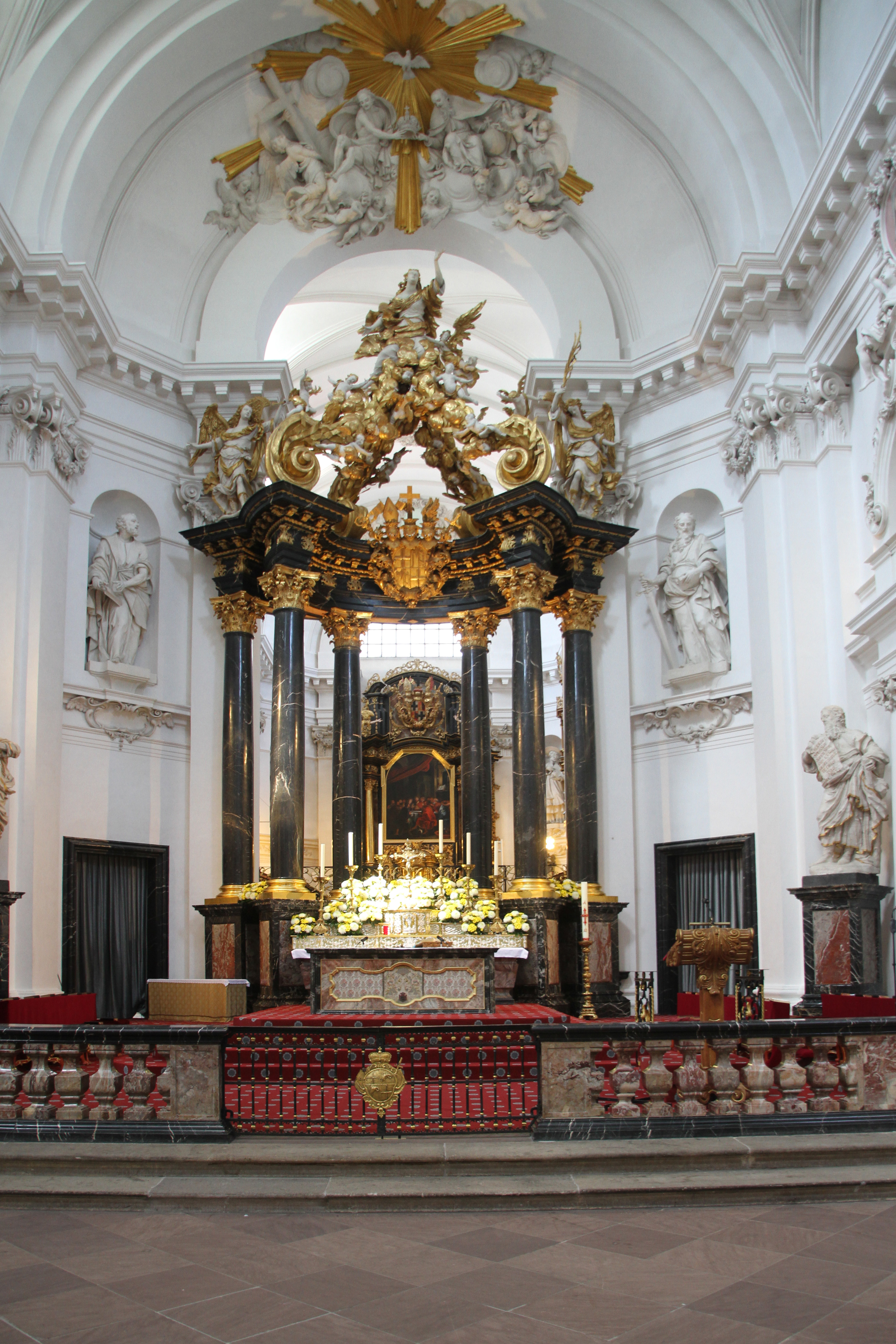
Maître-autel
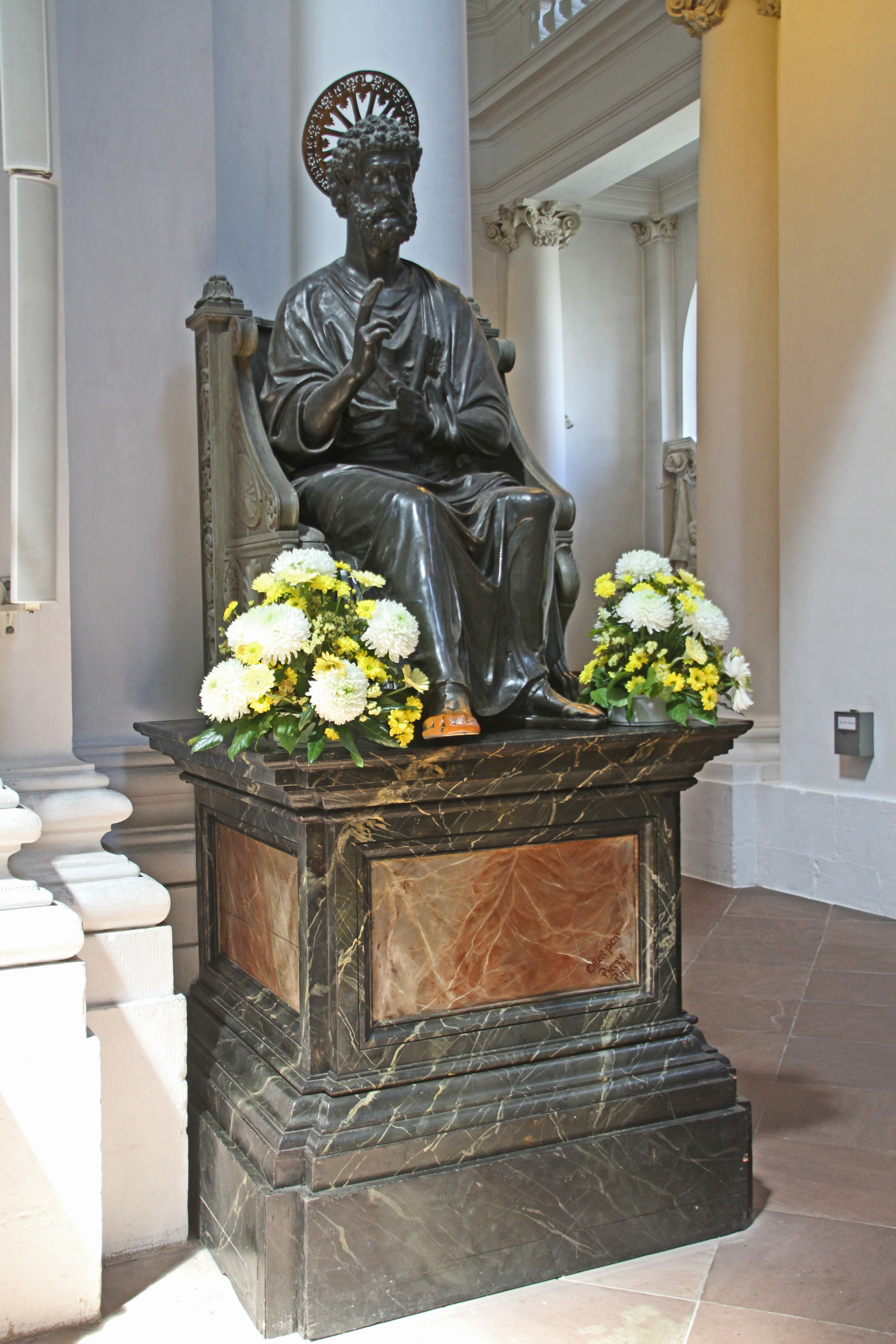
Saint-Boniface
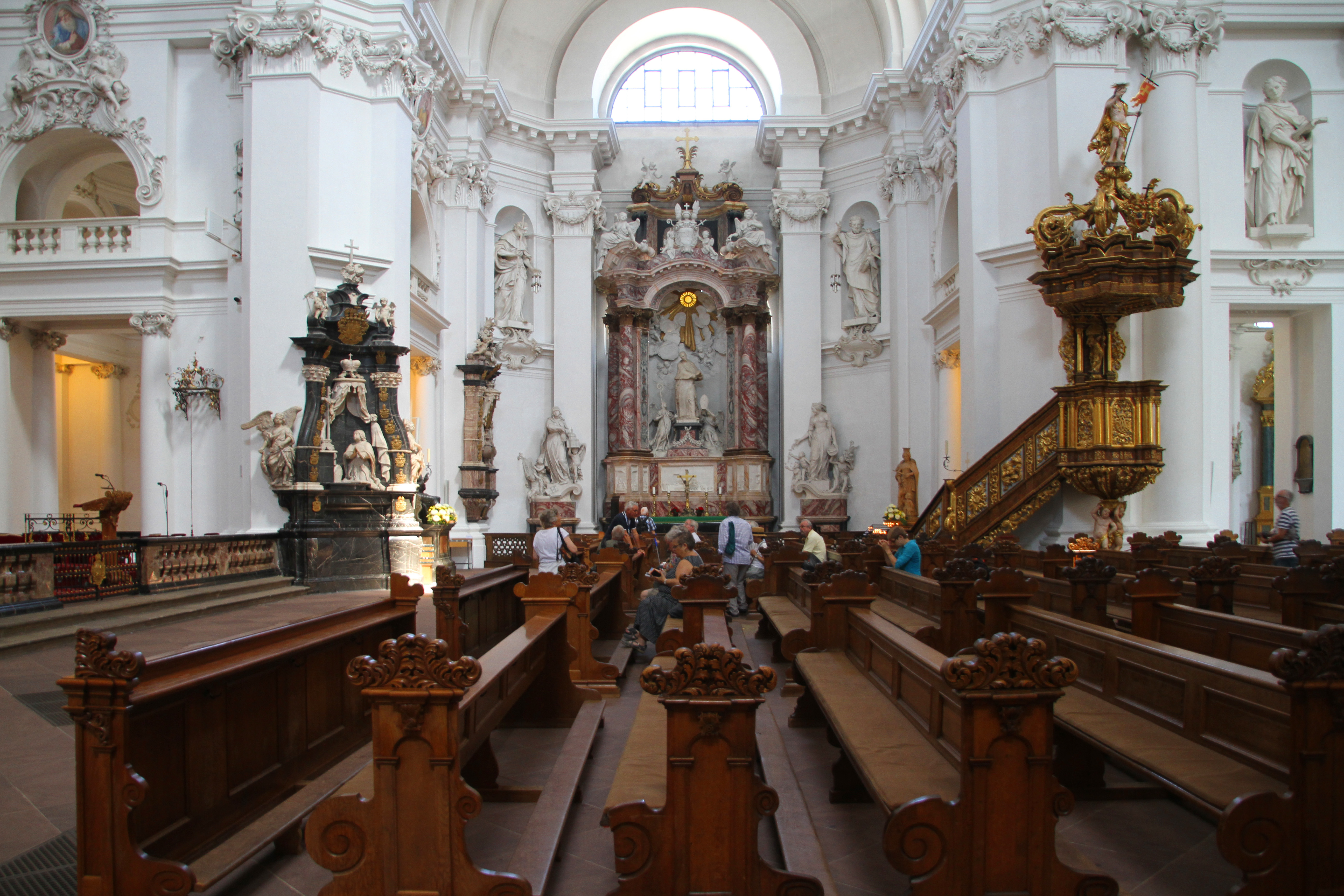
Transept Sud
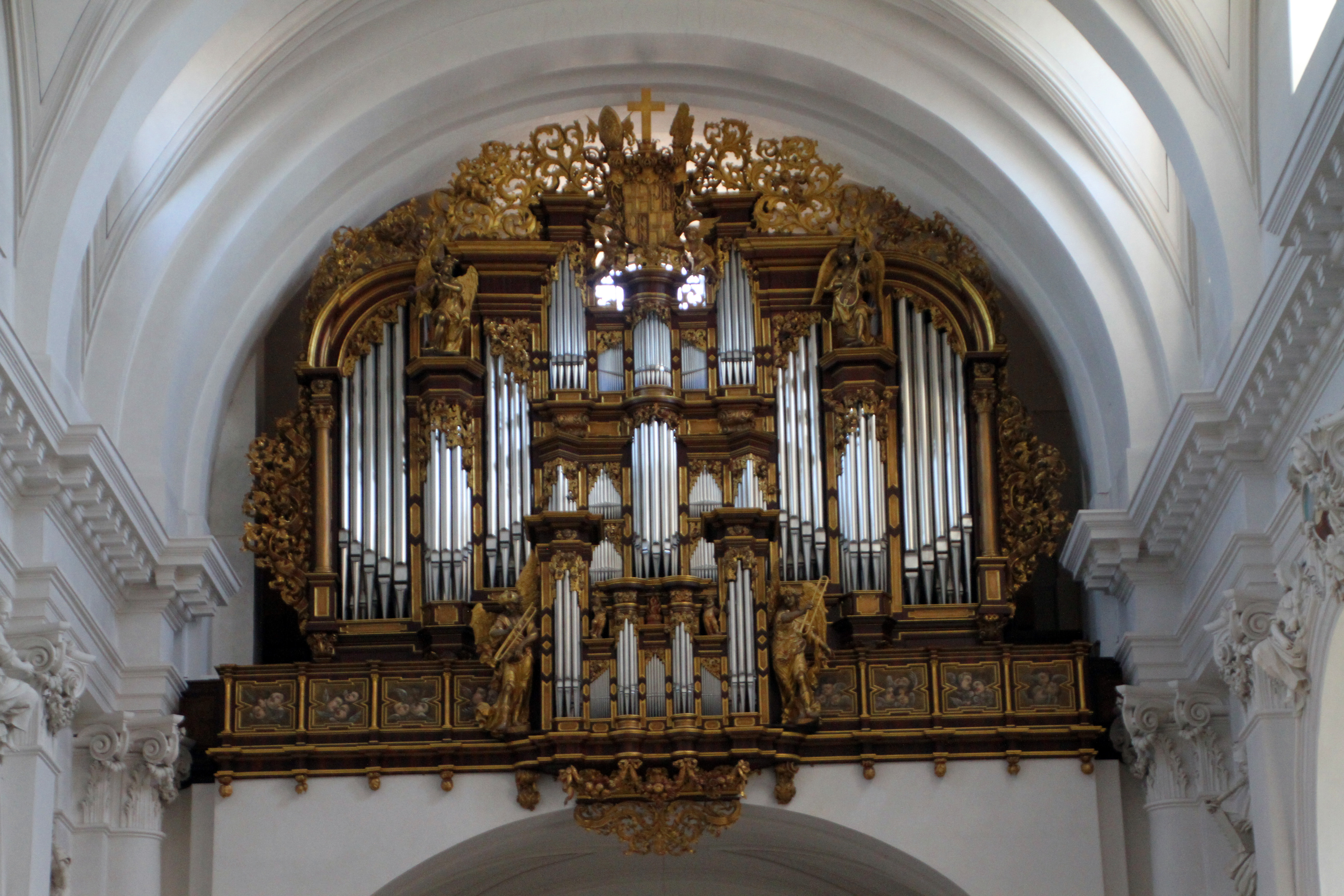
Orgue
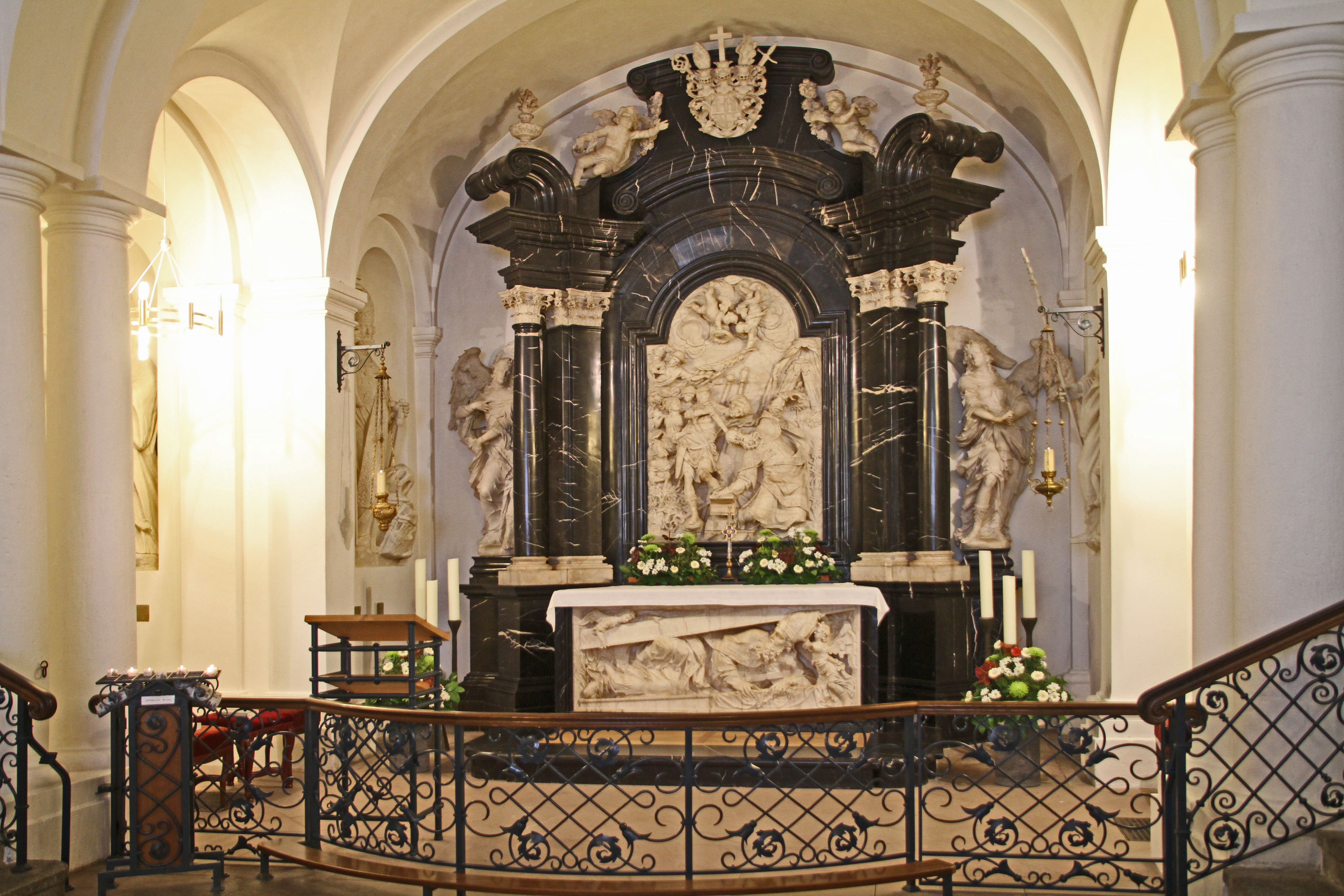
Tombeau de Saint-Boniface